# محمود منصور
محمود منصور استاد روانشناسی ایرانی است.

## زندگی
او در سال ۱۳۰۹ خورشیدی در شهرستان اراک به دنیا آمد. بعد از گذراندن تحصیلات ابتدایی و متوسطه و اخذ درجه لیسانس در رشته روانشناسی و فوق لیسانس تخصصی در رشته روانشناسی بالینی جهت ادامه تحصیل عازم کشور سویس گردید و از دانشگاه ژنو در رشته روانشناسی ژنتیک و بالینی موفق به دریافت درجه دکترا شد، استاد راهنمای رساله دکتری ایشان دکتر پیاژه روانشناس بودند. او قبلا عضو هیئت علمی (بازنشسته) دانشکده روانشناسی و علوم تربیتی دانشگاه تهران بوده است
منصور سال‌های زیادی است که به عنوان استاد روانشناسی در دانشگاه تهران در حال تدریس روان‌شناسی است. وی نسبت به به کارگیری لغات اصیل فارسی در ترجمه متون انگلیسی و فرانسوی روانشناسی مقید است.

## کتابشناسی
- کتاب ساخت، پدیدآیی، تحول شخصیت با ترجمه و اضافات اوبه عنوان کتاب سال جمهوری اسلامی ایران منتخب شده‌است[۴]
- ۱۳۹۹ کتاب روانشناسی رشد: رشد کودک و رفتار کودکان، دکتر محمود منصور، دکتر تی بری برازتون، دکتر حمیده جهانگیری، پریرخ دادستان. (1398). ناشر: انتشارات دانشگاهی لپ لمبرت.[۵]
- ۱۳۹۹ کتاب دیدگاهی به روانشناسی، دکتر  کارول تاوریس، دکتر محمود منصور، دکتر حمیده جهانگیری (2020). انتشارات KS Omniscriptum.[۶]
- ۱۳۹۹ کتاب فرهنگ لغت روانشناسی نسخه انگلیسی، دکتر علیرضا نوروزی، دکتر حمیده جهانگیری، دکتر محمود منصور (2019). ناشر: انتشارات دانشگاهی لپ لمبرت.[۷]
- ۱۳۷۵ کتاب گفتگوهای آزاد با ژان پیاژه، دکتر پریرخ دادستان، دکتر محمود منصور، تهران: مؤسسه پژوهشی ابن‌سینا.
- ۱۳۷۵ کتاب دیدگاه پیاژه، در گستره تحول روانی، دکتر پریرخ دادستان، دکتر محمود منصور، تهران: انتشارات بعثت.
- ۱۳۷۲ کتاب روانشناسی ژنتیک۲. از روان تحلیل‌گری تا رفتارشناسی، دکتر پریرخ دادستان، دکتر محمود منصور، تهران: انتشارات ژرف.
- ۱۳۷۱ کتاب نقاشی کودکان، کاربرد تست ترسیم خانواده در کلینیک، دکتر پریرخ دادستان، دکتر محمود منصور، تهران: انتشارات ژرف.
- ۱۳۷۱ کتاب روانشناسی بالینی، پریرخ دادستان، دکتر محمود منصور، تهران: انتشارات ژرف.
- ۱۳۶۹ کتاب تربیت به کجاره می‌سپرد؟، دکتر پریرخ دادستان، دکتر محمود منصور، تهران: انتشارات دانشگاه تهران.
- ۱۳۶۸ کتاب بیماری‌های روانی، دکتر پریرخ دادستان، دکتر محمود منصور، تهران: انتشارات ژرف.
- ۱۳۶۵ کتاب لغت‌نامه روانشناسی، دکتر پریرخ دادستان، دکتر محمود منصور، دکتر مینا راد. تهران: انتشارات ژرف.

کتابهای انگلیسی:
- Developmental Psychology: Child Development And Pediatric Behavior | Mahmoud Mansour, T. Berry Brazelton, Hamideh Jahangiri, Parirokh Dadsetan (2019). Lap Lambert Academic Publishing. ISBN 978-613-9-45251-4
- Dictionary of Psychology English Edition |  Alireza Norouzi, Hamideh Jahangiri, Mahmoud Mansour (2019). Lap Lambert Academic Publishing. ISBN 978-613-9-98276-9
- Perspectives To Psychology | Carol Tavris, Mahmoud Mansour, Hamideh Jahangiri| (2020). KS Omniscriptum Publishing. ISBN 978-613-8-94482-9